# 須佐町営バス

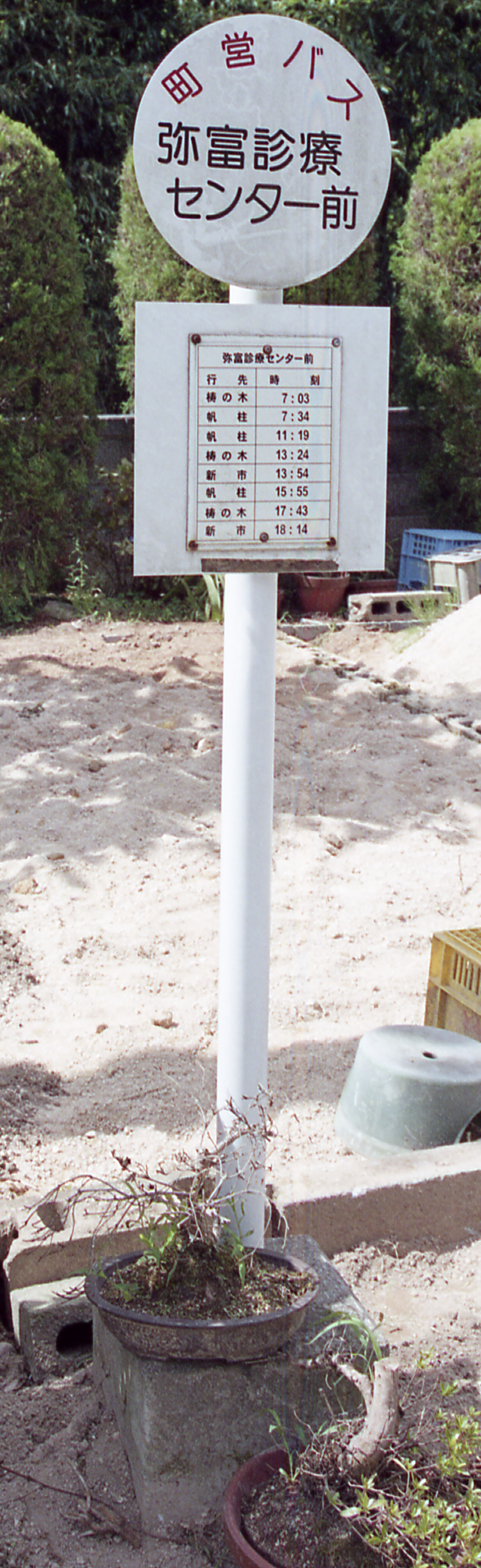
町営バスのバス停
（2000年当時）

須佐町営バス（すさちょうえいバス）は、山口県阿武郡須佐町にてかつて運行していた自治体バスである。

## 概要
- 運行形態は、道路運送法の規定に基づく自家用自動車（白ナンバー車）による有償運送であった。

## 路線
以下2路線があった。　※2003年頃の情報、全バス停記載
弥富 - 須佐線
- 帆柱 - 三原 - 北谷 - 須佐駅前 - 中津 - 役場前 - 松原 - すさ苑入口 - 須佐中前 - 上三原入口 - ログハウス前 - 山谷 - 上河内 - 河内 - る～らる315前 - 落山 - 城ヶ谷 - 一万 - 新市上 - 新市 - 弥富支所前 - 弥富診療センター前 - 垰 - 桑原 - 大野 - 上田原 - 下田原 - 鈴野川小前 - 檮の木

唐津 - 帆柱線
- 帆柱 - 三原 - 北谷 - 須佐駅前 - 中津 - 役場前 - 松原 - すさ苑入口 - 押谷入口 - 中畑 - 唐津

## 車両

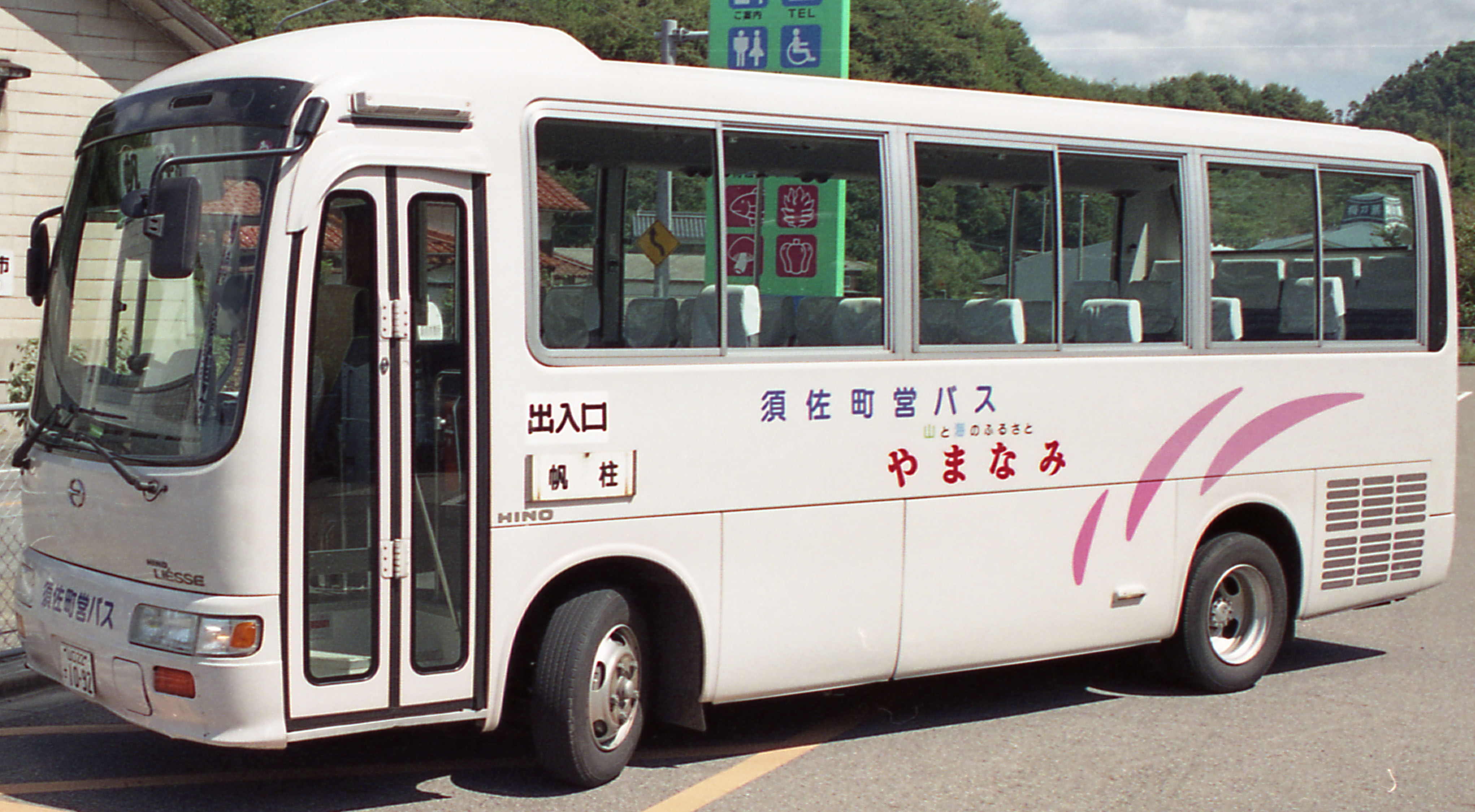
町営バスの車両（2000年当時）

- 日野・リエッセを使用していた。